# Elbląg
Elbląg (ˈɛlblɔŋk; tyska och svenska: Elbing) (äldre svenska: Elbingen) är en stad i Polen, belägen cirka 55 km öster om Gdańsk. Den har cirka 130 000 invånare.

## Historia
Staden grundades på 1200-talet av Tyska orden och blev senare en betydande hansestad. 1454 kom den under polskt styre. På grund av sitt läge nära Wisłas utlopp i Östersjön har staden under i stort sett hela sin historia varit föremål för militärt intresse.
Redan under neolitikum tycks området i viss mån ha varit befolkat av de tidiga bönderna. Nära väständen av Frisches Haff (en strandsjö delad mellan Polen och Kaliningrad oblast) har arkeologer nämligen hittat ett ganska stort gravfält som lär ha varit rest av bronsåldersmänniskor. Gravfältet omfattas både av flatmarksgravar och brandgravar, det vill säga två olika typer av gravar som vanligtvis dateras till yngre järnålder eller bronsålder.           
De smycken som påträffades under de arkeologiska utgrävningarna på gravfältsområdet nära Frisches Haff visade sig ha haft gotländskt ursprung, då de båda platserna ska ha haft kontakt med varandra (möjligtvis genom handelsbyten).        
År 1626 gav sig staden under Gustav II Adolf, som lät anlägga nya infattade befästningar. År 1635 återlämnades Elbing till Polen, men staden gav sig åter till svenskarna under Karl X Gustav 1655. Han lät på nytt förstärka staden, som utrymdes av Sverige 1660. Efter erövringen av Toruń i oktober 1703 förlades den svenska armén i vinterläger vid Gdańsk och Elbląg. På våren tågade armén åter mot Toruń.  Staden tillföll Preussen 1772 och tillhörde sedan Tyskland fram till andra världskrigets slut 1945.
Efter fördrivningen av merparten av den tyska befolkningen, återbefolkades staden och gavs det polska namnet Elbląg. 98 procent av den nya befolkningen var polacker som hade fördrivits från de delar av Polen som hade erövrats av Sovjetunionen samt polska bönder från centrala Polen. Delar av stadens skadade historiska centrum revs och rivningsmaterialet användes för återuppbyggnaden av städerna Warszawa och Gdańsk. Myndigheterna hade ursprungligen planerat att den gamla staden, som förstördes fullständigt under stridigheterna från den 23 januari 1945, skulle återbebyggas med höghus. Ekonomiska svårigheter förhindrade dock förverkligandet av dessa planer. Två kyrkor återuppbyggdes och de kvarvarande ruinerna av den gamla staden revs på 1960-talet.
Tillsammans med Gdynia, Gdańsk och Szczecin, var Elbląg scenen för de upplopp som ägde rum i Polen år 1970. Dessa upplopp bidrog med att Lech Wałęsa (polsk politiker och före detta president i Polen från 1990 till 1995) grundade den fria fackföreningsrörelsen "Solidaritet" i kampen mot kommunistpartiets maktmonopol och för landets demokratisering (Se även protesterna i Polen 1970.) Sedan år 1990 har den kvarvarande tyska minoriteten fått ett visst återuppvaknande med föreningen Elbinger Deutsche Minderheit som hade cirka 450 medlemmar år 2000.
Arbetet med återställandet av den gamla staden påbörjades efter 1989. Ända sedan detta arbete påbörjades har omfattande arkeologiska undersökningar utförts. År 2006 hade 75 procent av den gamla staden återuppbyggts.